# Soriguerola
Soriguerola és una entitat de població del municipi cerdà de Fontanals de Cerdanya. El 2005 tenia 19 habitants i el 2019, 23.

## Llocs d'interès
- Església romànica de Sant Miquel de Soriguerola.